# Bezirk Affoltern
Der Bezirk Affoltern ist ein Bezirk im Südwesten des Schweizer Kantons Zürich. Er liegt zwischen der Albiskette und der Reuss und grenzt im Westen und Nordwesten an den Kanton Aargau, im Süden an den Kanton Zug.
Der Bezirk ist identisch mit der Region Knonaueramt (auch Knonauer Amt) und wird im Volksmund oft Säuliamt genannt. Der in früheren Jahrhunderten ebenfalls gebräuchliche Name Zürcher Freiamt ist heute so gut wie unbekannt.

## Geographie
Mit 57'801 Einwohnern (31. Dezember 2023) gehört der Bezirk Affoltern bevölkerungsmässig zu den grossen der Schweiz (Rang 54 von 148). Flächenmässig ist er klein (Rang 104). Die Bevölkerungsdichte pro Quadratkilometer ist hoch.

## Politische Gemeinden
Der Bezirk Affoltern umfasst 14 Gemeinden. Die meisten Gemeinden gehören der Agglomeration Zürich an. Trotzdem gilt das Knonaueramt – besonders der südliche Teil – immer noch als eine weitgehend ländlich geprägte Region im Kanton Zürich.
| Wappen             | Name der Gemeinde  | PLZ        | Einwohner (31. Dezember 2023) | Fläche in km² | Einw. pro km² |
| ------------------ | ------------------ | ---------- | ----------------------------- | ------------- | ------------- |
| Aeugst am Albis    | Aeugst am Albis    | 8914       | 1998                          | 7,91          | 253           |
| Affoltern am Albis | Affoltern am Albis | 8910       | 12'859                        | 10,59         | 1214          |
| Bonstetten         | Bonstetten         | 8906       | 5678                          | 7,43          | 764           |
| Hausen am Albis    | Hausen am Albis    | 8915       | 3974                          | 13,60         | 292           |
| Hedingen           | Hedingen           | 8908       | 3963                          | 6,53          | 607           |
| Kappel am Albis    | Kappel am Albis    | 8926       | 1323                          | 7,92          | 167           |
| Knonau             | Knonau             | 8934       | 2454                          | 6,47          | 379           |
| Maschwanden        | Maschwanden        | 8933       | 644                           | 4,69          | 137           |
| Mettmenstetten     | Mettmenstetten     | 8932       | 5707                          | 13,03         | 438           |
| Obfelden           | Obfelden           | 8912       | 5881                          | 7,54          | 780           |
| Ottenbach          | Ottenbach          | 8913       | 2973                          | 5,02          | 592           |
| Rifferswil         | Rifferswil         | 8911       | 1145                          | 6,51          | 176           |
| Stallikon          | Stallikon          | 8143       | 3879                          | 12,02         | 323           |
| Wettswil-am-Albis  | Wettswil am Albis  | 8907       | 5323                          | 3,77          | 1412          |
| Total (14)         | Total (14)         | Total (14) | 57'801                        | 113,03        | 511           |

## Veränderungen im Gemeindebestand

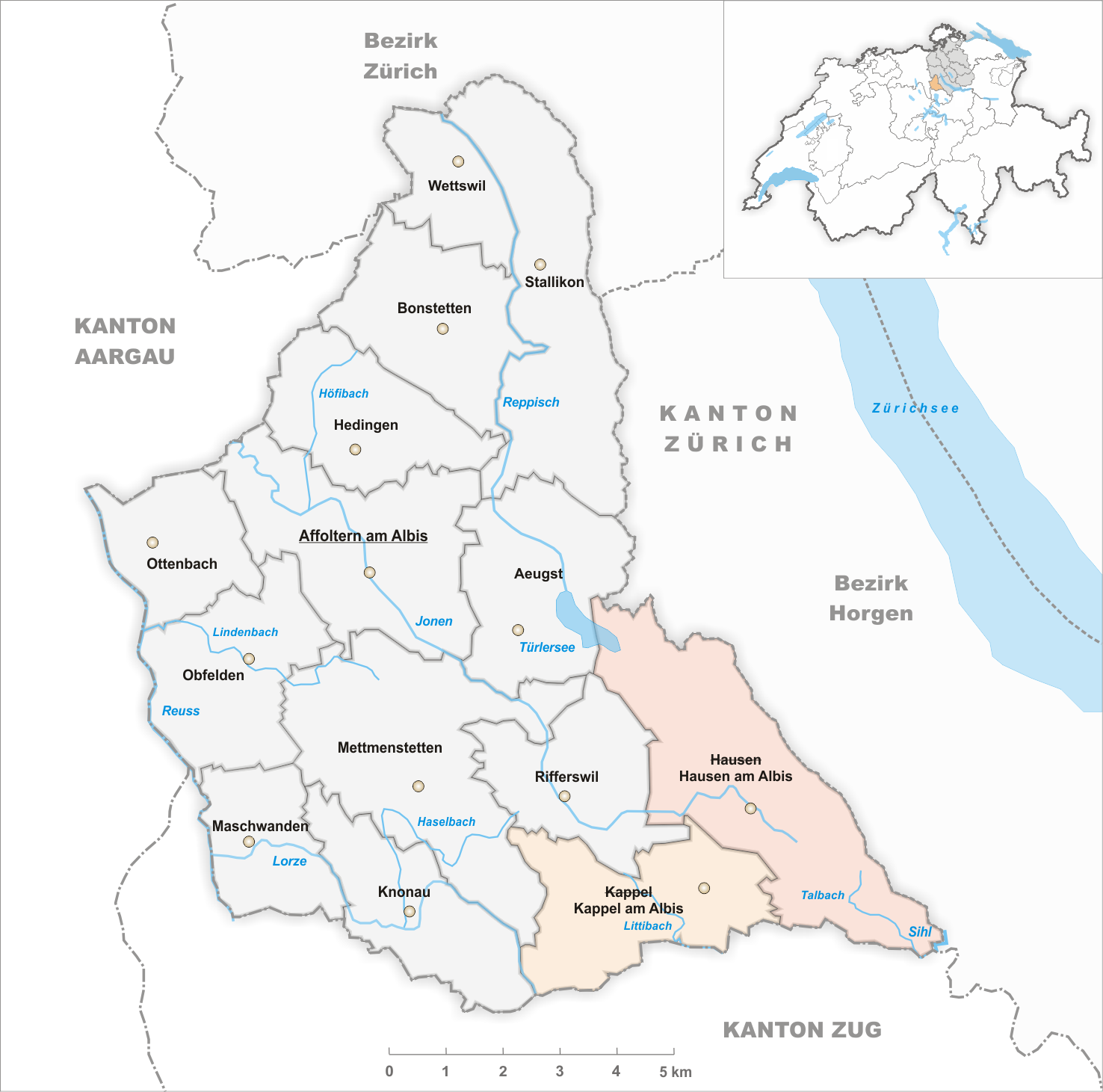
Gemeinden bis 1910
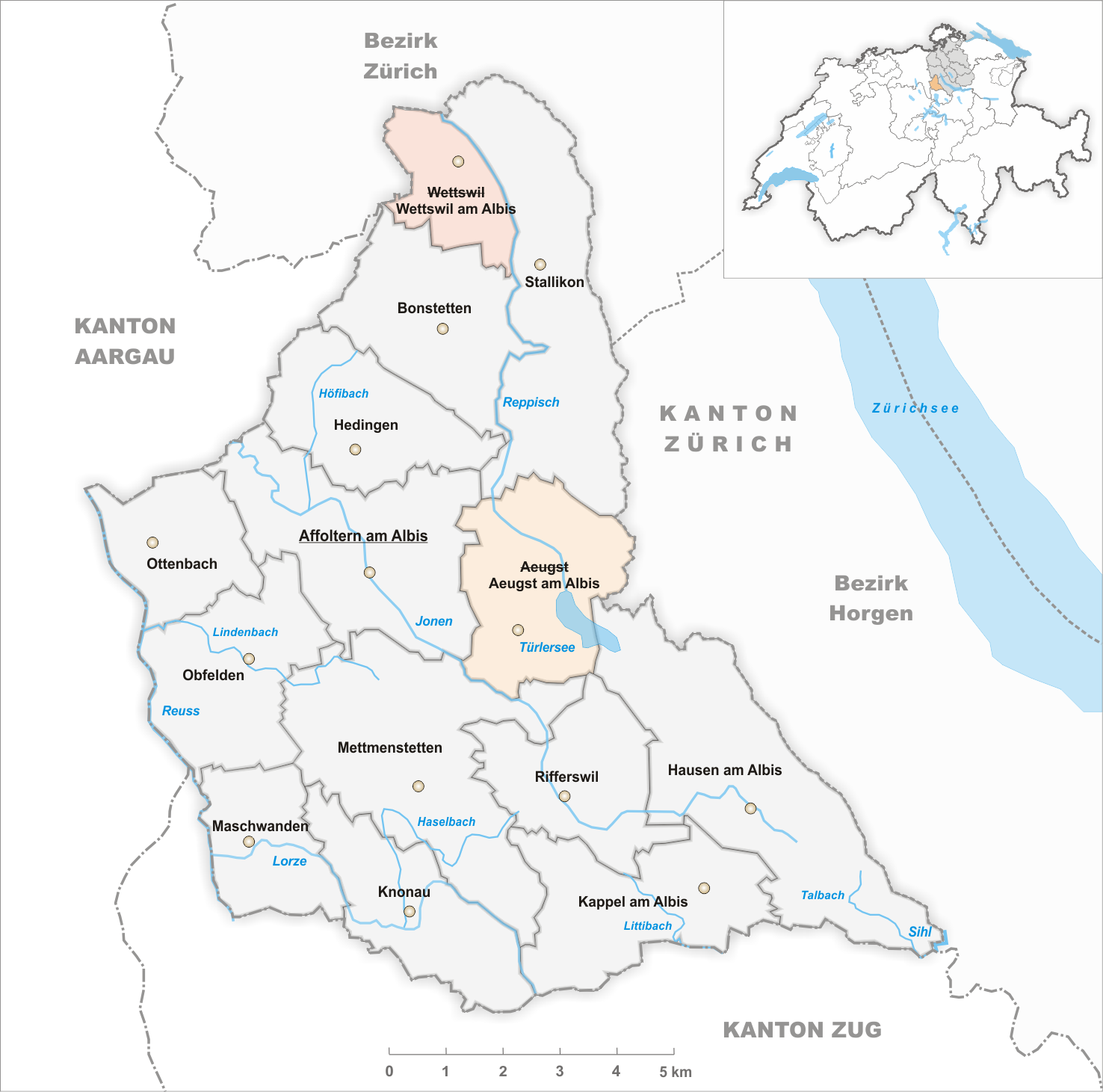
Gemeinden bis 1975

- 1911: Namensänderung Hausen → Hausen am Albis
- 1911: Namensänderung Kappel → Kappel am Albis
- 1976: Namensänderung Aeugst → Aeugst am Albis
- 1976: Namensänderung Wettswil → Wettswil am Albis

## Wappen
| Wappen des Bezirks Affoltern | Blasonierung: «In Gold ein schwarzes Mauerankerkreuz.» |
| Wappen des Bezirks Affoltern | Wappenbegründung: Als einziger Bezirk des Kantons Zürich führt der Bezirk Affoltern ein Wappen, das er von der früheren Landvogtei Knonau übernommen hat. Es geht auf das Wappen der Freiherren von Eschenbach zurück. |

## Ortschaften
| PLZ  | Ortschaft                | Gemeinde           |
| ---- | ------------------------ | ------------------ |
| 8914 | Aeugstertal              | Aeugst am Albis    |
|      | Müliberg                 | Aeugst am Albis    |
|      | Habersaat                | Aeugst am Albis    |
|      | Wengi                    | Aeugst am Albis    |
| 8909 | Zwillikon                | Affoltern am Albis |
|      | Schachen                 | Bonstetten         |
| 8925 | Ebertswil                | Hausen am Albis    |
|      | Heisch                   | Hausen am Albis    |
|      | Hinteralbis              | Hausen am Albis    |
|      | Hirzwangen               | Hausen am Albis    |
|      | Husertal                 | Hausen am Albis    |
|      | Mittelalbis              | Hausen am Albis    |
|      | Oberalbis                | Hausen am Albis    |
|      | Schweikhof               | Hausen am Albis    |
|      | Tüfenbach                | Hausen am Albis    |
|      | Türlen                   | Hausen am Albis    |
|      | Vollenweid               | Hausen am Albis    |
| 8926 | Hauptikon                | Kappel am Albis    |
| 8926 | Uerzlikon                | Kappel am Albis    |
|      | Baaregg                  | Knonau             |
|      | Hinteruttenberg          | Knonau             |
|      | Vorderuttenberg          | Knonau             |
|      | Dachlissen               | Mettmenstetten     |
|      | Eigi                     | Mettmenstetten     |
|      | Grossholz                | Mettmenstetten     |
|      | Grüt                     | Mettmenstetten     |
|      | Herferswil               | Mettmenstetten     |
|      | Ober-Mettmenstetten      | Mettmenstetten     |
|      | Rossau                   | Mettmenstetten     |
|      | Unter-Mettmenstetten     | Mettmenstetten     |
|      | Wissenbach               | Mettmenstetten     |
|      | Bickwil                  | Obfelden           |
|      | Oberlunnern              | Obfelden           |
|      | Toussen                  | Obfelden           |
|      | Unterlunnern             | Obfelden           |
|      | Wolsen                   | Obfelden           |
|      | Rickenbach bei Ottenbach | Ottenbach          |
|      | Schonau                  | Rifferswil         |
|      | Aumüli                   | Stallikon          |
|      | Gamlikon                 | Stallikon          |
| 8143 | Sellenbüren              | Stallikon          |
|      | Tägerst                  | Stallikon          |

### Ämtlerweg
Die Gemeinnützige Gesellschaft des Bezirkes Affoltern errichtete zu ihrem Jubiläum im Jahr 2000 den 46 km langen Ämtlerweg durch das Säuliamt. Der Weg führt durch schöne Landschaften und Naturschutzgebiete, zu Kulturdenkmälern sowie zu wirtschaftlich und geschichtlich bedeutenden Orten. 22 Informationstafeln entlang des Weges informieren über das Säuliamt und seine Geschichte.

## Geschichte

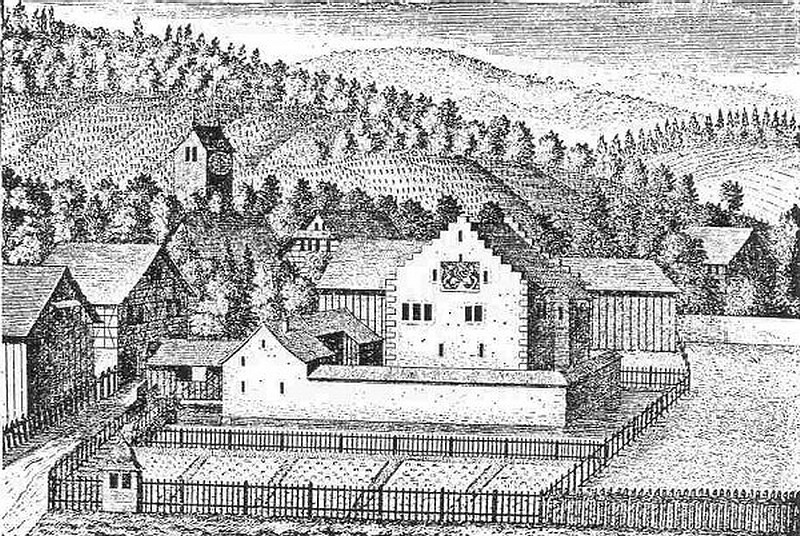
Schloss Knonau

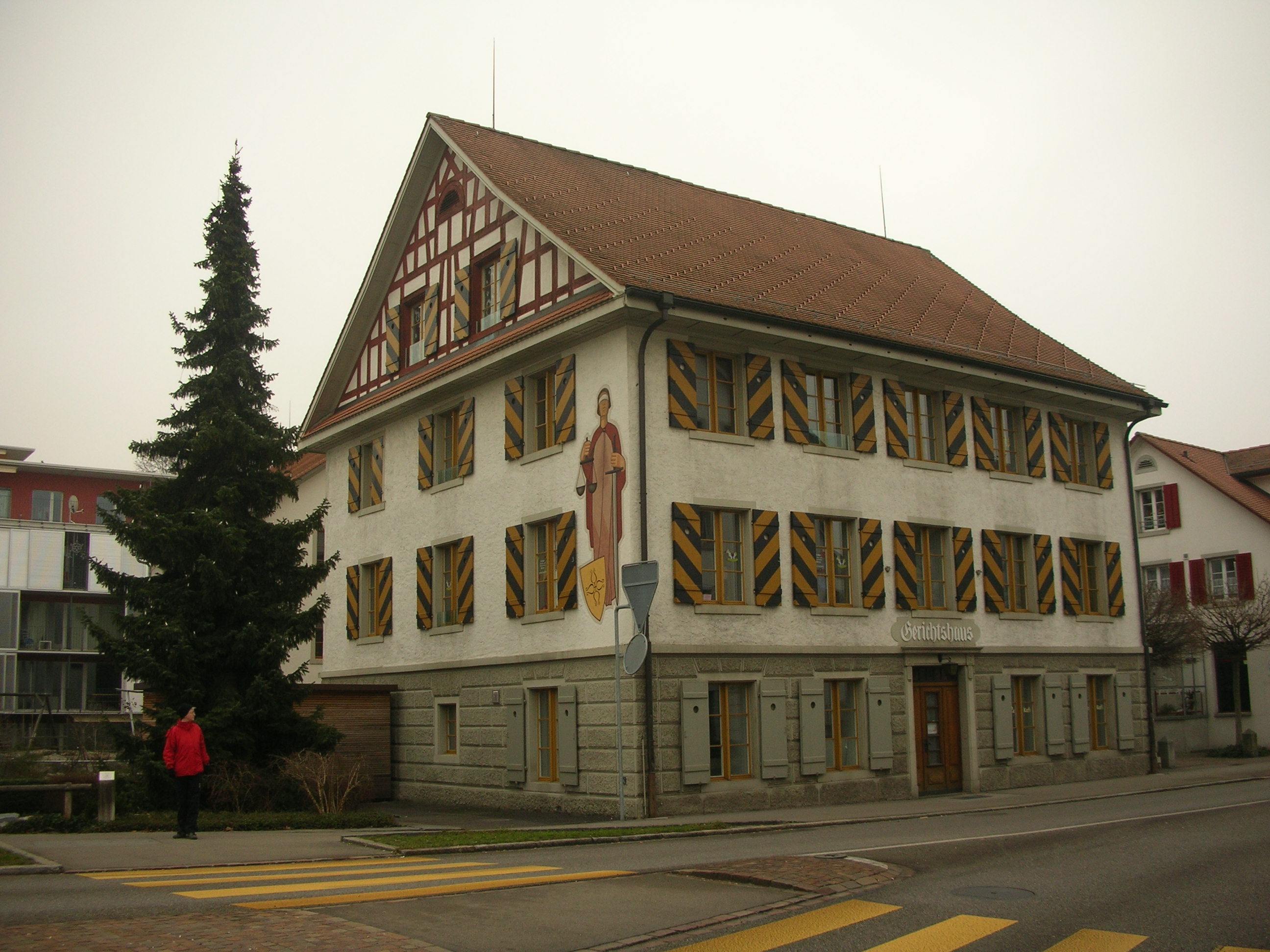
Altes Gerichtsgebäude in Affoltern a. A.

Die Stadt Zürich erlangte ab dem Beginn des 15. Jahrhunderts bis zur Reformation nach und nach die Herrschaft über die Gebiete zwischen Albis und Reuss. Schon 1406 verkauften die Erben Johanns von Hallwyl die aus Langnau, Kappel, Rifferswil, Maschwanden, Ottenbach und Teilen des heutigen Obfeldens bestehende, ehemals eschenbachische Vogtei Maschwanden an die Limmatstadt. Im Zuge der eidgenössischen Eroberung des Aargaus 1415 annektierte Zürich dann das Freiamt Affoltern samt der Hohen Gerichtsbarkeit über Steinhausen, über das Maschwanderamt, das Kelleramt, über Aesch (Niedergericht 1462 an ZH), Birmensdorf-Oberurdorf (Niedergericht 1485/1511 an ZH), Hedingen (Niedergericht 1503 an ZH), die Herrschaft Knonau (mit Obermettmenstetten und Aeugst, Niedergericht 1512 an ZH), Wettswil-Stallikon (Niedergericht 1532/33 an ZH) und Bonstetten (Niedergericht 1538 an ZH). Im Alten Zürichkrieg war die ganze Region stark von Kriegshandlungen betroffen und wurde zwischen 1443 und 1450 durch Schwyz, Glarus, Luzern und Zug verwaltet.
Zu den traditionellen Autonomierechten des Freiamts gehörte die eigene Gerichtsbarkeit. Die aus habsburgischer Zeit von 1173 bis 1415 überlieferten Gerichtsorte waren Rifferswil, Affoltern am Albis und Berikon. Die Freiamtsgemeinde tagte in der Kirche Mettmenstetten. Ein letztes Mal trat sie am 26. März 1795 zusammen, musste allerdings aufs Rüteli in der Nähe der heutigen Bahnstation verlegt werden, weil die Kirche für die zahlreichen Besucher zu klein war.
Von 1507 bis 1512 fasste die Zürcher Regierung die oben genannten Gebiete (ohne Aesch, Birmensdorf-Oberurdorf und Wettswil-Stallikon-Bonstetten, die jeweils eigene Obervogteien bildeten) zur Landvogtei Knonau zusammen und vereinheitlichte die Rechtsordnung. Verschiedentlich provozierten die Zentralisierungsbestrebungen des Stadtzürcher Zunftregimes den Widerstand der Ämtler Bevölkerung, so im Waldmannhandel 1489, im Wädenswiler Aufstand 1646 (eine Steuerrevolte in Wädenswil und im Knonaueramt, welche von Zürich mit Militäraktionen, Hinrichtungen und schweren Bussen gebodigt wurde), im Ämtlerhandel 1794/95 und im Bockenkrieg 1804. Dieser letzte Aufstand endete für das Knonaueramt mit der Entwaffnung und militärischen Besetzung der Dörfer, Freiheits- und Geldstrafen sowie der kriegsrechtlichen Hinrichtung zweier Revolutionäre, Jakob Schneebeli aus Affoltern am Albis und Heinrich Häberling aus Knonau, deren Namen (zusammen mit denen der ebenfalls hingerichteten Hans Jakob Willi aus Horgen und Jakob Kleinert aus Schönenberg) auf einem Gedenkstein beim Bahnhof Affoltern verewigt sind.
1798 schufen die Behörden der Helvetischen Republik den Distrikt Mettmenstetten, der das Kerngebiet der Landvogtei Knonau sowie Aesch, Birmensdorf, Oberurdorf, Wettswil, Stallikon und Bonstetten umfasste. Langnau wurde bei dieser Gelegenheit dem Distrikt Horgen zugeteilt. Steinhausen und das Kelleramt, über die Zürich nie das Niedergericht besessen hatte, kamen an den Kanton Zug bzw. an den Kanton Baden, der seinerseits 1803 Teil des neuen Aargaus wurde. In seinen heutigen Grenzen entstand der Bezirk nach dem Ende der Mediationsverfassung im Jahre 1814 als Oberamt Knonau. Der Bezirkshauptort wurde 1837 vom früheren Landvogtsitz Knonau in das zentraler gelegene Affoltern am Albis verlegt. Damit erhielt der Bezirk auch seinen heutigen Namen.
Nach den Wirren und Krisen des Jahrhundertanfangs setzte um die Mitte des 19. Jahrhunderts eine starke Industrialisierung ein, die mit der Eröffnung der Eisenbahnlinie Zürich–Zug 1864 auch verkehrstechnisch ihren Ausdruck fand. Die Eröffnung der Nationalstrasse 4 im Jahre 2009 setzte eine weitere wichtige Zäsur, da nun Affoltern am Albis sowohl von Zürich wie von Zug aus in weniger als 15 Minuten erreichbar war. In den Achtzigerjahren des 20. Jahrhunderts hatte eine regionale Protestbewegung den Autobahnbau mit wachstumskritischen und ökologischen Argumenten mehr als zwanzig Jahre hinauszögern, aber im Endeffekt die Suburbanisierung weiter Teile des Bezirks nicht aufhalten können.
2012 lebten knapp 50'000 Menschen im Bezirk Affoltern, es gab 16'000 Arbeitsplätze. In den letzten zehn Jahren verzeichnete der Bezirk ein Bevölkerungswachstum von 16,1 % (gegenüber 14 % im kantonalen Mittel).

## Bevölkerung
Die messbaren Eigenschaften über alle Regionen der Schweiz sind im Folgenden in fünf Quantile eingeteilt, welche ähnliche Grössenordnungen zusammenfassen. Für die statistischen Jahre von 2014 bis 2016 befinden sich je 20 % der Bezirke in einer Gruppe, welche die vergleichbaren Eigenschaften sehr klein / klein / mittel / gross oder sehr gross haben.
Die Altersstruktur der ständigen Wohnbevölkerung (31. Dezember 2016) zeigt den grossen Anteil der etwas älteren Bevölkerung gegenüber den jungen Generationen.
Die Ausbildung der Einwohner wird grob an der höchsten abgeschlossenen Stufe gemessen, beginnend bei der obligatorischen Schule. Im Bezirk Affoltern hat die ständige Wohnbevölkerung ab 25 Jahren einen mittleren Anteil Sekundarstufe II (48–51 %) und einen sehr grossen Anteil Hochschule (> 33 %).
Die Sprache der ständigen Wohnbevölkerung in Privathaushalten ist Deutsch. Eine zweite Hauptsprache mit über 10 % Anteil ist nicht vorhanden, wobei die Befragten bis zu drei Sprachen mehrfach nennen konnten. Fliessend Deutsch sprechen 90 %, Französisch 2 %, Italienisch 4 %, Rätoromanisch 0 %, Englisch 5 %. Andere Sprachen sind mit 14 % vertreten; das ist im Vergleich zur Schweiz mit 19,5 % ein kleiner Anteil.
In der nationalen Statistik Wohnverhältnisse nach Bewohnertyp sind die genutzten Wohnungen unterteilt in bezahlte Mietverhältnisse (inkl. Genossenschaften) und Eigentum (inkl. sonstige wie Pächter oder kostenlose Dienstwohnungen durch Arbeitgeber). Der Bezirk Affoltern ist mit 46 % Mietwohnungen im Rang 86 von 148, hat also Mietwohnungen und Eigentum gemischt. Über alle Bezirke mit fünf Quartilen liegen die Schwellen bei 40 % / 45 % / 51 % / 58 %, das Maximum ist rund 90 %, das Minimum etwa 23 %.
Die standardisierte Erwerbsquote ist definiert als Anzahl Erwerbspersonen gemessen an der ständigen Wohnbevölkerung ab 15 Jahren in Privathaushalten. Die Schweiz hat eine Erwerbsquote von 66 %, in den Bezirken liegt sie zwischen 53 % und 73 %, die fünf Quantile haben Schwellwerte von 63,0 % / 65,4 % / 67,6 % / 68,6 %. Der Bezirk Affoltern hat mit 69,4 % eine sehr hohe Erwerbsquote (> 68,6 %).
Die täglichen Pendler sind (bei bekanntem Arbeitsort und in der Schweiz wohnhaften Personen) mit 57 % relativ zahlreich (> 55 %). Die Schweiz hat zwischen 38 % und 60 % Arbeitspendler, gezählt als Wegpendler aus der Region inklusive Binnenpendler. Bezüglich Richtung sind die Ströme mehrheitlich Wegpendler.